# Jacques Loeillet
Jacques Loeillet (Gent, gedoopt 7 juli 1685 - Gent, 28 november 1746) was een Zuid-Nederlands hoboïst, violist en componist. Hij stamde uit een bekende Gentse muzikantenfamilie en was werkzaam in München, Versailles, dan weer in München en ten slotte in Gent. Van Jacques Loeillet zijn fluitmuziek en een tweetal hoboconcerten bewaard gebleven.
- Bibsys: 5057944
- Biblioteca Nacional de España: XX1753297
- Bibliothèque nationale de France: cb147945453 (data)
- CiNii: DA09825404
- Gemeinsame Normdatei: 120200953
- International Standard Name Identifier: 0000 0000 8118 9183
- Library of Congress Control Number: n83070009
- Nationale Bibliotheek van Letland: 000037012
- MusicBrainz: d6a8527d-b8c0-4a66-83e8-907c0654f07f
- Nationale Bibliotheek van Tsjechië: mzk2014827985
- Nationale Bibliotheek van Israël: 987007451565905171
- Nederlandse Thesaurus van Auteursnamen: 09694207X
- Réseau des bibliothèques de Suisse occidentale: 02-A026519723
- SNAC: w6d53v16
- Système universitaire de documentation: 159661501
- Virtual International Authority File: 39641085
- WorldCat: E39PBJtXbyP3P8VMYQqJjx8wG3